# 정다경
정다경(본명: 이혜리, 1993년 9월 21일~)은 대한민국의 트로트 가수, 작사가, 방송인이다.
경기도 수원시 출신이며 매원중학교, 계원예술고등학교를 졸업했다. 2012년부터 2016년까지 한양대학교 무용학과에서 한국무용을 전공했고 현재는 2018년 8월 이후부터 한양대학교 대학원 공연예술학과 석사 과정에 재학 중이다. 2016년부터 가수 남진의 문하생으로 활동하면서 가수 활동을 준비하게 된다. 2016년 12월부터 2017년 3월까지 '베리소연'이라는 예명으로 아프리카TV BJ로 활동했고 '베리소연TV'라는 유튜브 채널을 운영했다.
2017년 10월에 디지털 싱글 앨범 《좋아요》를 발표하면서 가수로 정식 데뷔했다. 2019년 2월부터 2019년 5월까지 TV조선에서 방송된 트로트 음악 오디션 프로그램 《내일은 미스트롯》에 출연하여 결승전에서 4위를 차지했다.

## 학력
- 매원중학교 (졸업)
- 계원예술고등학교 무용학과 한국무용전공 (졸업)
- 한양대학교 무용학과 한국무용전공 (학사)
- 한양대학교 대학원 공연예술학과 석사과정 (재학)

## 음반
- 2017년 《좋아요》
- 2019년 《깜빡이》 유닛 비너스[2] (두리, 박성연, 정다경)
- 2022년 《가라그래》

## TV
| 년도 | 방송사       | 제목               | 역할   | 참고                    |
| ---- | ------------ | ------------------ | ------ | ----------------------- |
| 2019 | TV조선       | 내일은 미스트롯    | 참가자 | 2월 28일~5월 2일        |
| 2019 | MBC 에브리원 | 대한외국인         | 게스트 | 5월 22일 - 32회         |
| 2019 | tvN          | V-1                | 참가자 | 9월 13일~9월 15일 - 6위 |
| 2019 | KBS joy      | 연애의 참견 시즌 2 | 참가자 | 57회                    |